# Călugărița și comisarul
Călugărița și comisarul (titlul original: în sârbă Опатица и комесар, cu alfabetul latin: Opatica i komesar) este un film dramatic de război iugoslav, realizat în 1968 de regizorul Gojko Šipovac, protagoniști fiind actorii Dina Runtić, Mihailo Janketić, Rada Djuricin și Stevo Žigon.

## Rezumat
În primele zile de după terminarea războiului, un spital partizan a fost amplasat temporar în mănăstirea de maici de pe malul mării, unde călugărițele lucrau ca asistente. Răniții sunt îngrijiți într-o cameră de frumoasa și tânăra stareță Marija. Treptat ajunge să cunoască viața și destinul acestor oameni, care până atunci îi erau îndepărtați și necunoscuți. Maria și răniții se apropie, în mod deosebit Maria și comisarul Nenad. Deși aparțin unor părți opuse, nu îi deranjează o prietenie ciudată care se dezvoltă între ei. Tânărul comisar, plin de experiență de viață și optimism, aduce neliniște în monotona viață religioasă a Mariei. Ea începe să simtă o lume nouă, până atunci necunoscută, dar nu o poate accepta, reținută de jurământul și obligațiile ei față de Biserică. Într-un cadru mănăstiresc neobișnuit, prin evenimente dinamice, se desfășoară și se încheie drama unei starețe, care totuși este o femeie.

## Distribuție
- Dina Runtić – sora Marija (ca Dina Rutic-Radmilovic)
- Mihailo Janketić – comisarul
- Rada Djuricin – sora Lucija
- Stevo Žigon – doctorul Simić
- Tana Mascarelli – sora Superioară
- Janez Vrhovec – directorul spitalului
- Miloš Kandić – agentul ustaș
- Zaim Muzaferia – Stanko, bărbatul rănit
- Ranko Gucevac – Ivan, rănitul cu contuzii
- Rastislav Jović – un bărbat rănit, fără picior (ca Ratislav Jovic)
- Milan Jelic – Stipe, un rănit
- Sead Cakal – Mladic, un rănit